# 허리케인 오티스

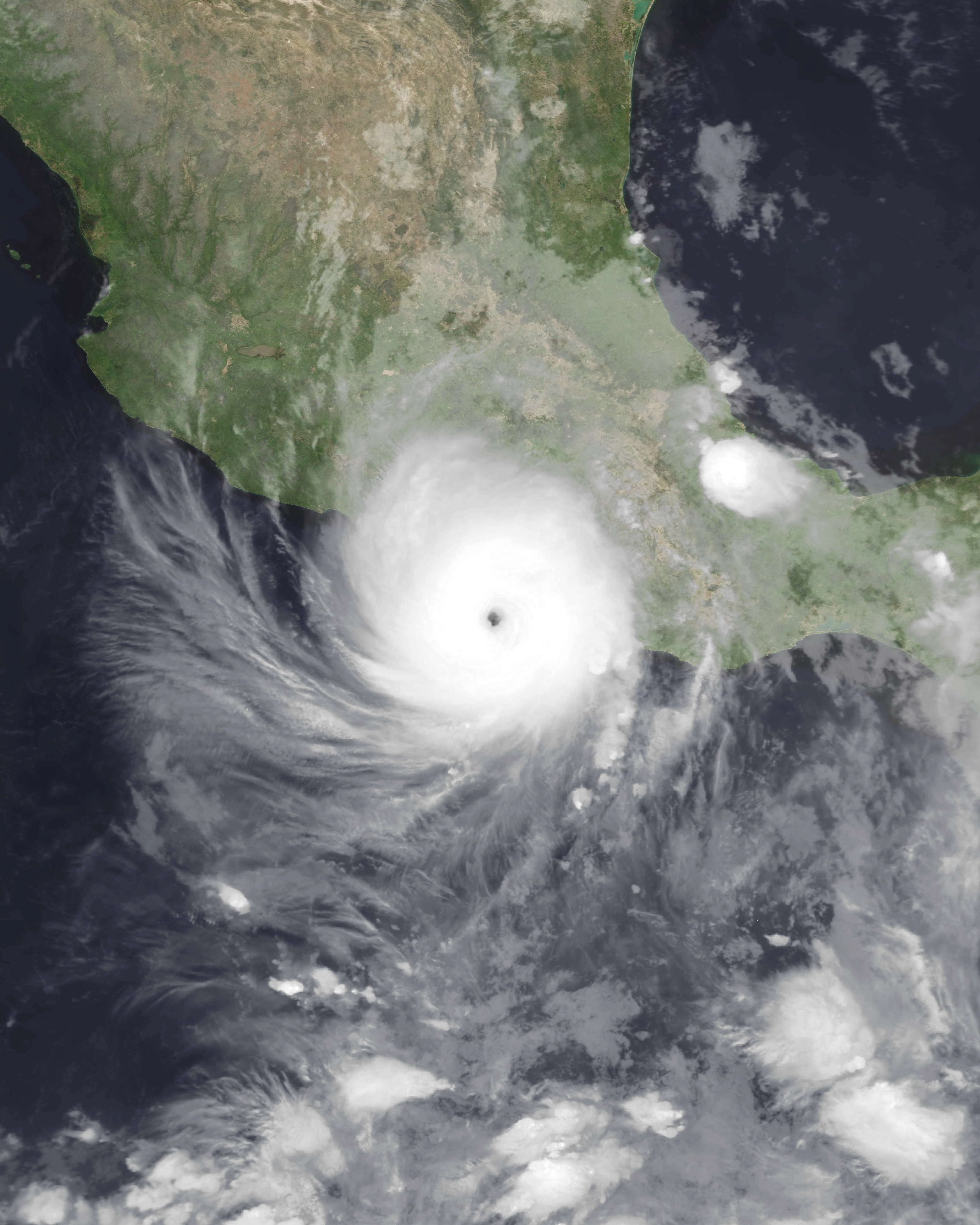

허리케인 오티스(Hurricane Otis)는 2023년 10월 아카풀코 근처에 카테고리 5 허리케인으로 파괴적인 상륙을 일으킨 작지만 매우 강력한 열대 저기압이었다. 오티스는 카테고리 5 강도로 상륙한 최초의 태평양 허리케인이었으며 기록상 가장 강력한 상륙 태평양 허리케인인 허리케인 퍼트리샤를 능가했다. 그로 인한 피해로 인해 오티스는 기록상 멕시코를 강타한 가장 비용이 많이 드는 열대 저기압이 되었다. 2023년 태평양 허리케인 시즌의 15번째 열대성 폭풍, 10번째 허리케인, 8번째 주요 허리케인 및 두 번째 카테고리 5 허리케인인 오티스는 테우안테펙 만에서 남쪽으로 수백 마일 떨어진 곳에서 발생한 교란으로 인해 발생했다. 처음에는 해안에 머무르고 최고 강도의 약한 열대성 폭풍으로만 예측된 오티스는 대신 폭발적인 강화를 거쳐 270km/h의 최고 바람에 도달했으며 강력한 카테고리 5 허리케인으로 상륙하기 전에 약간만 약화되었다. 내륙으로 진입한 허리케인은 다음날 소멸되기 전에 빠르게 약화되었다.
아카풀코 바로 서쪽에 상륙한 오티스의 강력한 바람은 도시의 많은 건물을 심각하게 손상시켰다. 폭우로 인해 산사태와 홍수가 발생했다. 통신이 크게 중단되어 처음에는 허리케인의 영향에 대한 정보가 거의 알려지지 않았다. 그 여파로 도시에는 식수가 끊겼고, 많은 주민들도 전력을 잃었다. 게레로주 정부는 생존자를 지원하고 복구 노력을 지원하기 위해 수천 명의 군인을 동원했다. 피해를 입은 사람들에게 수천 개의 복구 물품이 발송되었고, 피해를 입은 각 가족에게 기부금이 발송되었다.
허리케인으로 인해 최소 52명이 사망하고 32명이 실종되었다. 오티스로 인한 총 피해는 수십억 달러(2023년 USD)로 추산되었으며, 여러 기관에서는 피해액이 120억~160억 달러로 추산되어 허리케인 윌마를 능가하는 가장 비용이 많이 드는 멕시코 허리케인이 되었다. 멕시코에 폭풍이 미치는 파괴적인 영향으로 인해 오티스라는 이름은 은퇴하고 2029 시즌에는 오틸리오(Otilio)로 대체되었다.